# Rodrigo Contreras
Rodrigo Contreras Pinzón (Villapinzón, 2 juni 1994) is een Colombiaans wielrenner die anno 2025 rijdt voor Nu Colombia.

## Carrière
In de Ronde van San Luis in 2015 eindigde Contreras namens een Colombiaanse selectie driemaal in de top tien van een etappe. Dit resulteerde in een vijfde plaats in het eindklassement en winst in het jongerenklassement. Door deze prestaties kregen hij en Fernando Gaviria, die twee etappes wist te winnen, een contract voor het volgende seizoen aangeboden bij Etixx-Quick Step. Later werd overeengekomen dat beide renners vanaf 1 augustus al stage zouden lopen bij het team. Tijdens die stageperiode won Contreras met de ploeg de ploegentijdrit in de Ronde van Tsjechië.
Het seizoen 2016 begon voor Contreras wederom in de Ronde van San Luis. Hij stond op de derde plek in het klassement toen hij betrokken was bij een grote valpartij in de vijfde etappe waarbij Adriano Malori het voornaamste slachtoffer was. Contreras reed de etappe uit en behield zijn positie in het klassement. Na binnenkomst bleek zijn knie echter dusdanig gehavend dat er vijftien hechtingen geplaatst moesten worden. Hij (en Gaviria) gingen niet meer van start in de zesde etappe. In 2020 reed hij in dienst bij Astana Pro Team de Ronde van Italië waarin hij 110e werd.

## Overwinningen
2013
6e etappe Ronde van Bolivia
2014
 Pan-Amerikaans kampioen tijdrijden, Beloften
2015
Jongerenklassement Ronde van San Luis
1e etappe Ronde van Tsjechië (ploegentijdrit)
2016
1e etappe Ronde van San Luis (ploegentijdrit)
2018
 Tijdrit op de Zuid-Amerikaanse Spelen
 Tijdrit op de Centraal-Amerikaanse en Caraïbische Spelen
2019
8e etappe Ronde van Rwanda
2022
 Pan-Amerikaans kampioen tijdrijden, elite
10e etappe Ronde van Colombia
2023
1e etappe Vuelta a Cundinamarca
2024
Eindklassement Tour Colombia
Proloog en 9e etappe Ronde van Colombia
Eind- en puntenklassement Ronde van Colombia
2025
 Pan-Amerikaans kampioenschap tijdrijden, elite
3e etappe Ronde van Colombia
Eindklassement Ronde van Colombia

## Resultaten in voornaamste wedstrijden
| Jaar | Ronde van Italië | Ronde van Frankrijk | Ronde van Spanje |
| ---- | ---------------- | ------------------- | ---------------- |
| 2018 |                  |                     |                  |
| 2019 |                  |                     |                  |
| 2020 | 110e             |                     |                  |
| 2021 |                  |                     |                  |
| 2022 |                  |                     |                  |

| Jaar | Ronde van Lombardije | Waalse Pijl |  | WK op de weg |
| ---- | -------------------- | ----------- |  | ------------ |
| 2018 |                      |             |  | opgave       |
| 2019 |                      |             |  |              |
| 2020 |                      | 139e        |  |              |
| 2021 | opgave               |             |  |              |
| 2022 |                      |             |  | opgave       |

## Ploegen
- 2013 –  Colombia Coldeportes (vanaf 1 november)
- 2015 –  Etixx-Quick Step (stagiair vanaf 1 augustus)
- 2016 –  Etixx-Quick Step
- 2017 –  Equipo do Ciclismo Coldeportes Zenú
- 2018 –  EPM
- 2019 –  Astana Pro Team
- 2020 –  Astana Pro Team
- 2021 –  Astana-Premier Tech
- 2022 –  EPM-Scott
- 2023 –  Colombia Pacto por el Deporte-GW Shimano
- 2024 –  Nu Colombia
- 2025 –  Nu Colombia

Alaphilippe · Boonen · Bouet · Brambilla · Cavendish · de la Cruz · Gołaś · Keisse · Kwiatkowski  · Lampaert · Maes · Martin · Meersman · Renshaw · Sabatini · Serry · Štybar · Terpstra · Trentin · Urán · Vakoč · Vandenbergh · Van Keirsbulck · M. Velits · Vermote · Verona · Wisniowski · Contreras (stagiair) · Gaviria (stagiair)
Alaphilippe · Boonen · Bouet · Brambilla · Contreras · de la Cruz · De Plus · Gaviria · Jungels · Keisse · Kittel · Lampaert · Maes · D. Martin · T. Martin   · Martinelli · Meersman · Richeze · Sabatini · Serry · Štybar · Terpstra · Trentin · Vakoč · Vandenbergh · Van Keirsbulck · Velits · Vermote · Verona · Wiśniowski · Costa (stagiair) · García (stagiair) · Sisr (stagiair)
Arango · Beltrán · Carvajal · Castro · Contreras · Gil · Gómez · Martínez · Montaña · Muñoz · Ochoa · Salas · Suárez · Tejada
Ballerini · Bilbao · Bïjigitov · Boaro · Bohórquez · Cataldo · Contreras · Cort · De Vreese · Fominykh · Fraile · Fuglsang · Gïdïç · Gregaard · Groezdev · Hirt · Houle · G. Izagirre · J. Izagirre · Kudus · Loetsenko · López · Natarov · Sánchez · Stalnov · Villella · Zacharov · Zejts
Aranburu · Bïjigitov · Boaro · Bohórquez · Contreras · De Vreese · Felline · Fominykh · Fraile · Fuglsang · Gïdïç · Gregaard · Groezdev · Houle · G. Izagirre · J. Izagirre · Kudus · Loetsenko · López · Martinelli · Natarov · Pronskïÿ · Rodríguez · Sánchez · Stalnov · Tejada · Vlasov · Zacharov
Aranburu · Battistella · Boaro · Broesenski · Contreras · de Bod · Fjodorov · Felline · Fraile · Fuglsang · Gïdïç · Gregaard · Groezdev · Houle · G. Izagirre · J. Izagirre · Kudus · Loetsenko · Martinelli · Natarov · Perry · Piccolo tot 31 mei · Pronskïÿ · Rodríguez · Romo · Sánchez · Sobrero · Stalnov · Tejada · Vlasov · Zacharov